# Kurtafarkú szkink

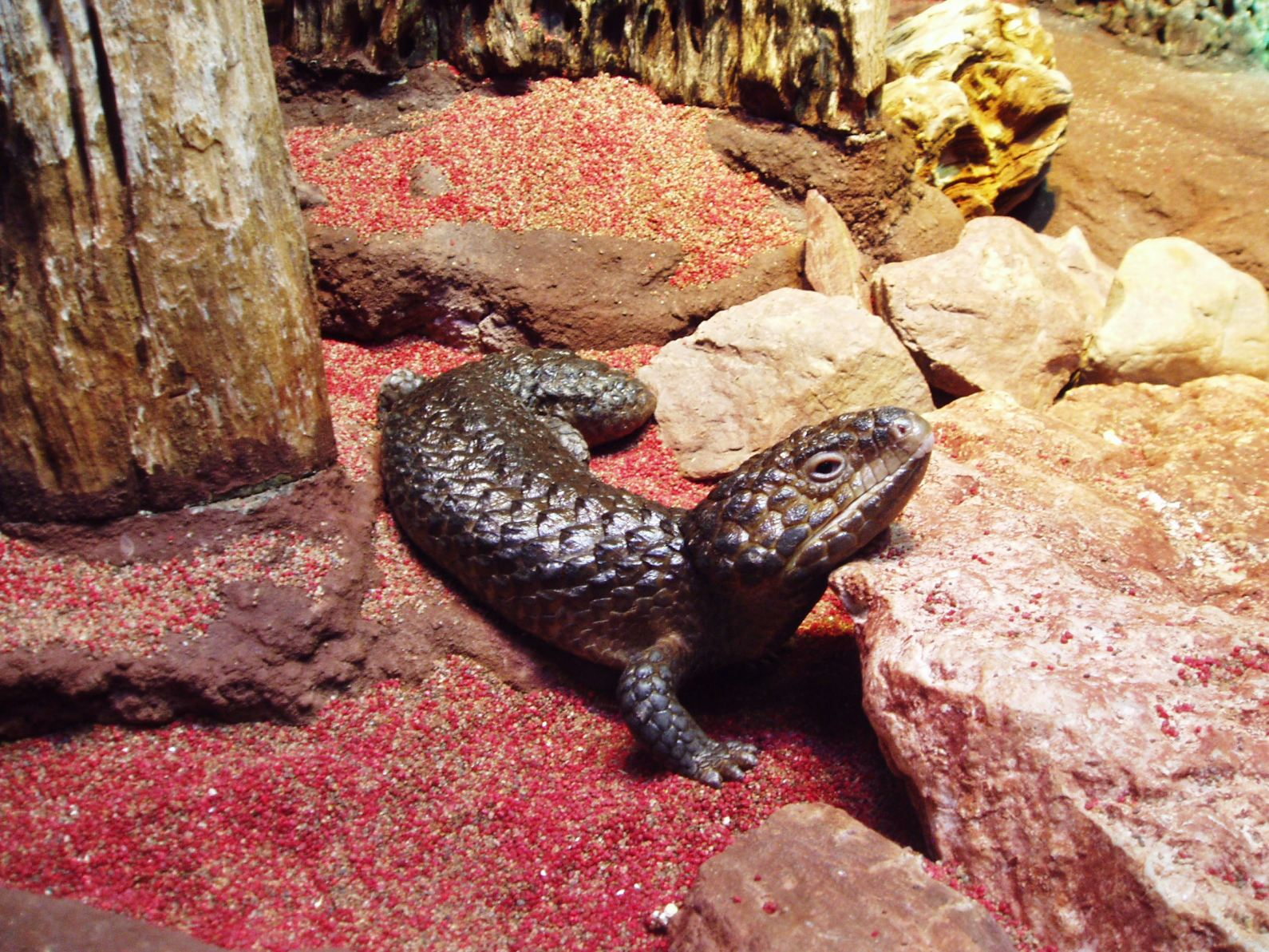

A kurtafarkú szkink (Tiliqua rugosa) a hüllők (Reptilia) osztályának pikkelyes hüllők (Squamata) rendjének, ezen belül a vakondgyíkfélék (Scincidae) családjának egy nagy méretű képviselője.
Korábban a Trachysaurus nembe sorolták, melynek egyetlen faja volt. Újabban többnyire a közeli rokon Tiliqua nembe sorolják.

## Előfordulása
Ausztrália szárazabb területeit, félsivatagait, füves-bozótos helyeit népesíti be.

## Alfajai
- Tiliqua rugosa rugosa - közönséges kurtafarkú szkink
- Tiliqua rugosa asper - keleti kurtafarkú szkink
- Tiliqua rugosa konowi - Rottnest-szigeti kurtafarkú szkink
- (Tiliqua rugosa palarra Cápa-öböl menti kurtafarkú szkink

## Megjelenése
Vaskos, 30–40 cm hosszú gyík, testhosszának mintegy egyharmada a farok.
Hengeres testű, rövid lábú állat, mint a vakondgyíkok általában. Testét fényes, egymáson szorosan fekvő, nagy, zsindelyszerű pikkelyek fedik, szinte mozgó fenyőtoboznak tűnik. Feje nagy, széles, lapított. Farka, amelyben zsírt tárol, csaknem ugyanolyan alakú, mint a feje, különösen a nőstényé. Bizonyos testhelyzetekben alig lehet megállapítani, hogy melyik az állat eleje és melyik a vége. Rövid lábaival – amelyek elsősorban ásásra valók – lassan, nehézkesen, kígyózó mozgással halad.
Mint a Tiliqua nembe sorolt valamennyi fajnak, ennek is jellegzetes bélyege a testmérethez képest igen hosszú, mozgékony, fénylő kék nyelve.

## Életmódja
Nappal aktív, és a déli, rekkenő hőségben is szívesen mozog. Korhadó fák, fű-csomók, kövek és sziklák között, bokrok tövében rejtőzik el. 
Mindenevő, növényeket éppen úgy elfogyaszt, mint rovarokat és csigákat. Különösen az utóbbiakat kedveli, már csak azért is, mert azok még nála is lassúbbak. Nyelvén pikkelyszerű szemölcsök ülnek. A fogak az állkapcsok belső oldalán vannak. Ha valami okból kitörnének, helyükre a fogüregekben mintegy tartalékban levő fogak nőnek. Harapása igen erős.
Gyakran lesz áldozata nagyobb ragadozó gyíkoknak, elsősorban varánuszoknak, valamint a ragadozó madarak, egyes nagyobb kígyók, és az elvadult kutyák és macskák is el-elkapnak néhány példányt.
Az élőhelyeit átszelő utakon gyakorta elgázolják az autók.
Ha veszély fenyegeti nem menekül el (amúgy sem képes gyors mozgásra), hanem kitátja száját, felfújja magát és öltögeti kék nyelvét, hogy veszélyesnek véljék.

## Szaporodása

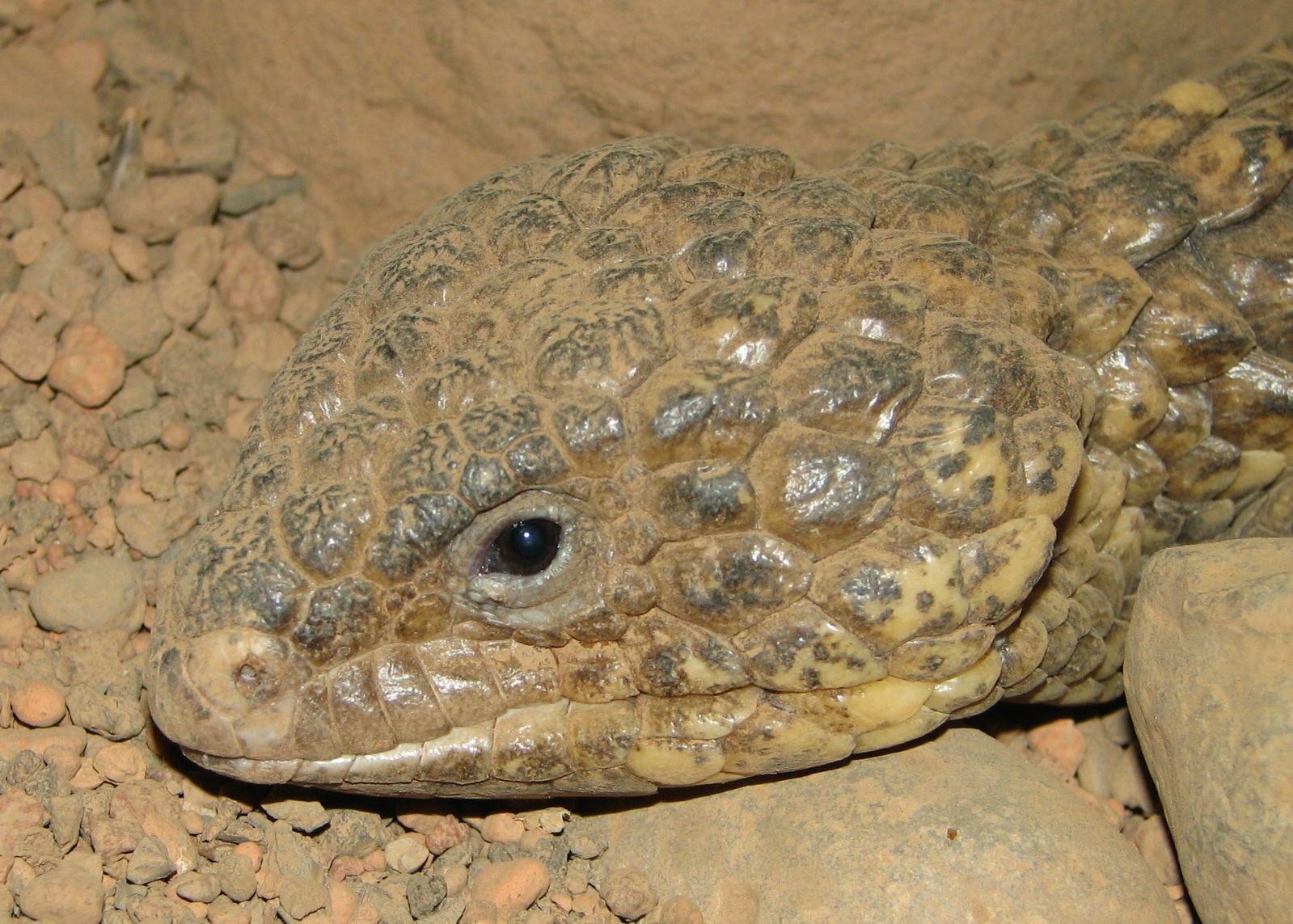
Portré

Az egyedek az év legnagyobb részében magányosan élnek. A párosodási időszakban a nőstény és a hím sokáig, akár nyolc héten át egymás közelében él és együtt járnak táplálék után is. Gyakran ugyanaz a hím és ugyanaz a nőstény a következő évben is felkeresi egymást és ha kapcsolatuk harmonikusnak mondható, akkor a szaporodási időszakban évről évre újra összejönnek.
A párosodási időszak szeptember és november között van. 
Szaporodása igen érdekes, úgynevezett álelevenszülés. Az embriók, amelyek tojásburok nélküliek, a nőstény petevezetékeiben fejlődnek. A petevezetékeken tasakszerű bemélyedések vannak, amelyek a méhlepényhez hasonló feladatot látnak el. Egyszerre csak kevés utódot hoz a világra, általában csak egyet vagy kettőt. Az újszülöttek nagyok, csaknem elérik az anyjuk hosszának a felét. A fiatal egyedek 3-5 hónappal a párosodás után jönnek a világra.
Hosszú életű faj, példányai akár 20 évig is elélhetnek.

## Mint díszállatok

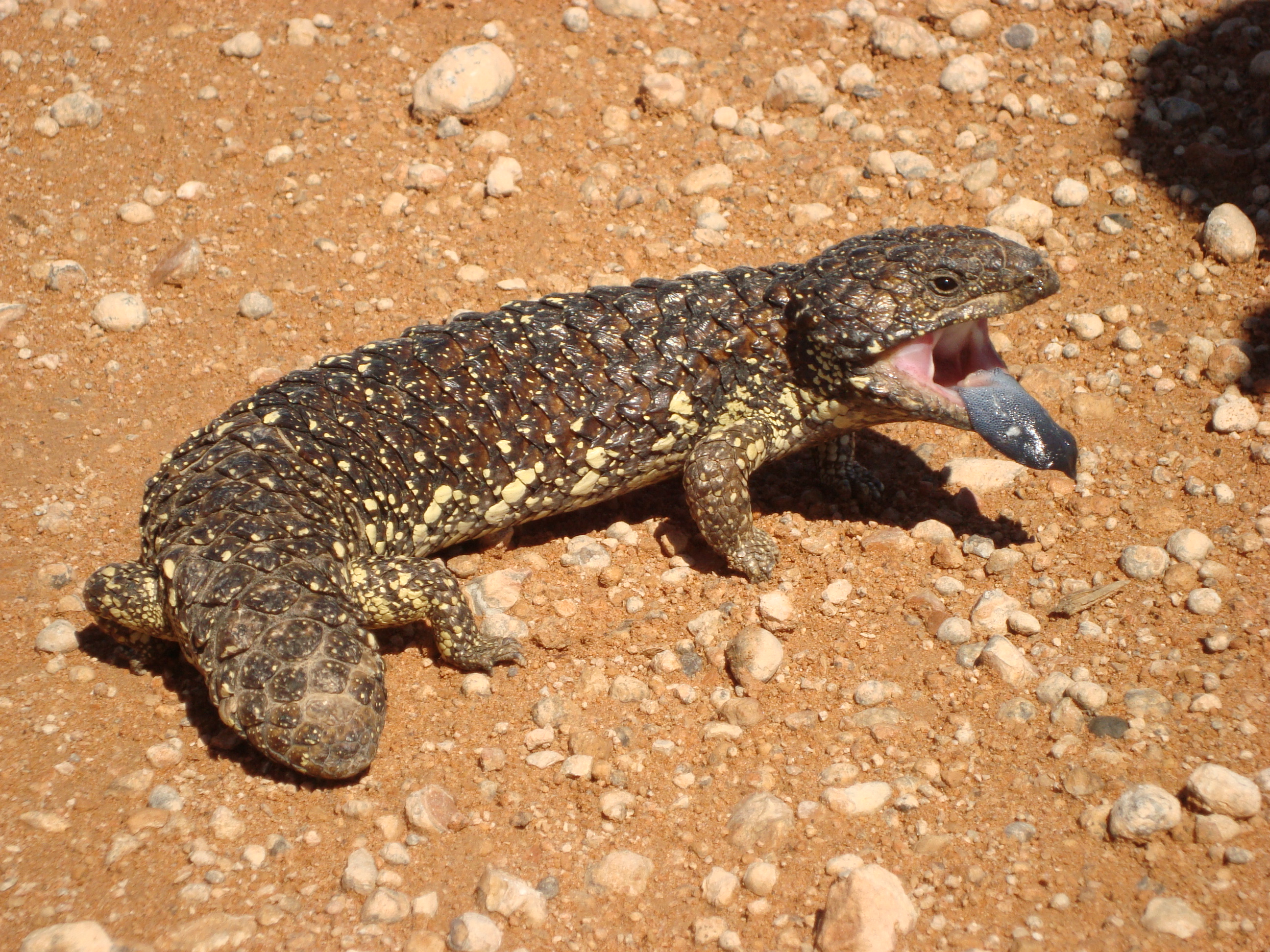

Fogságban a kurtafarkú gyík meglehetősen igénytelen, ezért kedvelt terráriumi állat, de mivel szigorúan védett, csak bizonyított származású példány kerülhet a kereskedelembe.
Hamar kezessé válnak, közepesen mozgékonyak, lábaik kicsik és gyengék. Tartásuk kezdőknek is ajánlott. Megfelelő élettérre azonban mindenképp szükségük van méreteik miatt. Csak egyedül vagy párban tarthatóak, terráriumában elengedhetetlen a melegedő lámpa használata. Szívesen fogyasztják mind az állati, mind a növényi táplálékot (tücskök, kukacok, lárvák, zöldségfélék).